# Felicia Levin
Felicia Levin, född 17 december 2003 i Stockholm, är en svensk ishockeyspelare som spelar för Linköping. Levin medverkar i svenska landslaget och gjorde sin debut år 2024.